# Eugen Bossilkov
Eugen Bossilkov (n. 16 noiembrie 1900, Belene, Principatul Bulgariei – d. 11 noiembrie 1952, Sofia, Republica Populară Bulgaria) a fost un călugăr bulgar, episcop romano-catolic de Nicopolis ad Istrum, cu sediul la Ruse. A fost arestat de autoritățile comuniste bulgare în anul 1952 și executat în același an.
Papa Ioan Paul al II-lea l-a beatificat în anul 1998.

## Studiile
Bossilkov a absolvit Institutul Pontifical Oriental cu o teză despre corespondența papei Inocențiu al III-lea cu țarul bulgar Ioniță Caloian la începutul secolului al XIII-lea.

## Activitatea
A fost hirotonit preot în anul 1926 în orașul Ruse. În anul 1944 s-a implicat în salvarea evreilor din Bulgaria⁠(fr)[traduceți].
În procesul înscenat de autoritățile comuniste în anul 1952 au fost puși sub acuzare 40 de preoți catolici, sub învinuirea de „acte de terorism, spionaj, conspirație, organizarea unei lovituri de stat și pregătirea războiului împotriva R.P. Bulgară, URSS și a altor țări cu democrație populară.” Sentința a fost pronunțată pe 3 octombrie 1952, în seara deschiderii Congresului al XIX-lea al PCUS la Moscova. Alături de episcopul Bossilkov au fost condamnați la moarte și executați trei călugări asumpționiști, beatificați de papa Ioan Paul al II-lea în anul 2002.